# 金陵光
《金陵光》，创刊于1909年，是金陵大学第一个问世的全校性刊物，1930年停刊。2013年，南京市金陵中学复刊。

## 历史

### 创刊
1909年12月，《Nanking University Magazine》创刊，初为全英文，每学月出版，全年计8期。
1913年3月改为中英文合刊，中文名定为“金陵光”。刊头“金陵光”三字初为徐血儿所题，后又用张謇及北京政府教育部长范源濂等人的题字。
为进一步阐明《金陵光》之办刊之追求，其时被推为该刊主要编辑人的金大博学院陶行知，以《金陵光出版之宣言》，点出了《金陵光》的办刊之衷，也藉此表达了其时金大诸学子期通过办刊以振兴中华的拳拳报国之心。
由于《金陵光》为金陵大学全体学生的第一份刊物，初办时，其经理、编辑乃由学校全体师生“公举”，组织设编辑、经理二部，以干其事。改为中英文合刊后，编辑部复分为中英两种，以总编辑总其成，顾问员中中西各一位，亦由全体公请，均一年一任。著述除编辑员担任外，学校备有征文筒，同学可自由投稿，再由主笔评定，被选者按文奖赏，以资鼓励。全报分导论、论说、译著、传记、文苑、记事等类。”

### 发展
《金陵光》自改以中英文合刊出版后，读者更多，发行范围更广，内容也更其丰富，学术论文、时评文章、文学作品都有刊登，其影响正如刊物文章所称：时“国内风云犹属闭塞，出版品殊不多见，而以发扬思想研究学术，如金大之有金陵光者，殆寥若晨星。民国以来，国民思想猛进，刊物风起云涌，但也随起随灭而已。惟金大之金陵光，历年刊行，未尝中辍，宗旨一本於前，内容则力求改进，国内人士，相与称许，遂蔚成国内学术界重要之刊物”。
但是，金大师生在办刊的过程中也并不是一帆风顺的，它经历了曲折，经过了探索。不仅如此，在民国时期国民党一党专制的统治之下，要保持刊物的风格，“发表独立的言论”，刊物还要冒着被当局查封的危险。
然而，由于国内局势动荡，北伐战争后，国民政府定都南京，学校有一由外人之手转交中国人管理的交接过程，《金陵光》因之出版衍期，1928年初停刊，历时两年。此间，学校用以取代原《金陵光》的是由金大学生会主办的《金陵周刊》。周刊为一厚本杂志，以刊登“革命著述、学术论文、文艺作品、本校新闻，以及改进本校意见与计划稿件”为主要内容，设评论、研究、科学、演说、文艺、校闻等栏目。关于以此刊取代《金陵光》的动机与经过，该刊的说明为：“本校原有一种季刊，每学期仅能出两本，又往往衍期，因此同学们皆感不能满足生活的需求。有一部分同学因不甘抑其生机之流的发展，故早有组织短期出版物的建议”。
然而，尽管周刊出版周期是大大缩短了，但“内容却过于零碎，且少学术品位”，于是出至17期后，不再出厚本而改出薄本，内容也以刊登校闻为主，学术文章则另办月刊承担，《金陵月刊》“篇首编者语”中对其办刊旨趣有如此阐述：“夫百凡刊物，其目的除传播思想，沟通消息外，乃负有发皇学术之使命。本刊为本校同学发行刊物之一，其目的在发表所思，公诸所得，与校内校外共同商讨，以求事物之正确观念，而期真实之获得”。《金陵月刊》内容以“自然科学之研究，社会科学的叙述”为主，也刊载一些文艺作品，学术译著。由于《月刊》的发行，周刊内容范围缩小，基本以登载论评校闻为主，“期二者相辅而行”。但不久后，又因“同时出周刊、月刊太忙，时间上无暇办理”，于是在周刊、月刊之间“折中而为”，改出半月刊，但出版仅两期，便又改回周刊，出6期后，因登载为当局所禁止之文章，致令停止发行，于是学校乃屡有恢复《金陵光》之议。

### 停刊
1930年，在全校师生一致呼吁下，《金陵光》复刊。该刊停刊两年重行出版问世之时，陈裕光校长亲自为刊物写下以下数言，“藉与共勉焉”，文曰：
“《金陵光》遽行停刊后，代以其他刊物，如周刊、季报等，而以传播校问闻，研究时事为主要目的，虽也有其相当价值，但具有深长历史，及负有相当声誉之学术刊物，不宜长此停顿，则举校师生皆同有此感。今金陵光又重行于此矣，深原主其事者，一本以前之精神， 以发扬思想，研究学术为惟一之旨，使社会人士对金陵光已具有相当之认识者，此后得益加称许而乐于赞助之，视与其他一般通行刊物不同，庶足以保既往之光荣，增吾校之声誉也。深望以后之主编斯刊者，亦能本此精神，继续不懈地使金陵光得与吾校同其始终，为金陵之光，为学术界之光，斯不仅一、二人所甚盼而已”。
然而，此番再生之《金陵光》未能如愿重整雄风，仅出1期即辍，以后也未能再度刊行。其原因主要是学校于此时期正对校内出版物正作统一之计划和协调，准备以学报主学术，以校刊登新闻，以期各有侧重，办出特色，提高质量。这虽然是学校办刊中的成长和进步，但对《金陵光》来讲实属不幸。故嗣后，学校师生都曾撰文对《金陵光》的停刊表示深切的惋惜。同学钱存训“对于本校刊物之意见”一文所述观点，颇能代表很多师生的看法。他认为“本校为全国高等学府之一，既负提倡学术之使命，对于刊物之出版，就不可朝更夕改，致失其连续存在之价值”，而“金陵光不仅在本校有其历史与价值，在社会上也有其相当之地位，故停止颇觉可惜”，有道“历来刊物名称之擅改与形式之错乱，莫不与无统一之组织与永久之计划有关”，而《金陵光》之辍版，“可鉴矣”！

### 复刊
2013年，南京市金陵中学教科室创办学术刊物，复用“金陵光”之名，以继承《金陵光》的学术精神。复刊号为季刊。